# Varvara Turkestanova
Varvara Turkestanova, född 26 december 1775, död 20 maj 1819 i Sankt Petersburg, var en rysk hovfunktionär, känd för sin relation med tsar Alexander I av Ryssland.  Hon är även känd för sin korrespondens med den franska emigranten Ferdinand Christin, som beskriver det ryska hovlivet under 1810-talet.
Turkestanova, som var född i en georgisk adelsfamilj, var hovdam åt änkekejsarinnan Maria Fjodorovna. Hon hade en relation med tsar Alexander I av Ryssland och med prins Vladimir Golitsyn samtidigt från 1813, när Maria Narysjkina var utomlands. När hon födde en dotter 1819 som ogift väckte det skandal, och dotterns faderskap var okänt. Hon begick självmord med gift senare samma år. Dottern Maria (1819–1834) omhändertogs av familjen Golitsijn.